# Svartbandat ordensfly
Svartbandat ordensfly (Mormo maura) är en fjärilsart som beskrevs av Linnaeus 1758. Arten ingår i släktet Mormo, och familjen nattflyn.
Vingspannet är 65-75 millimeter. Arten förekommer i södra och centrala Europa och har inte påträffats i Sverige. Inga underarter finns listade.

## Bildgalleri

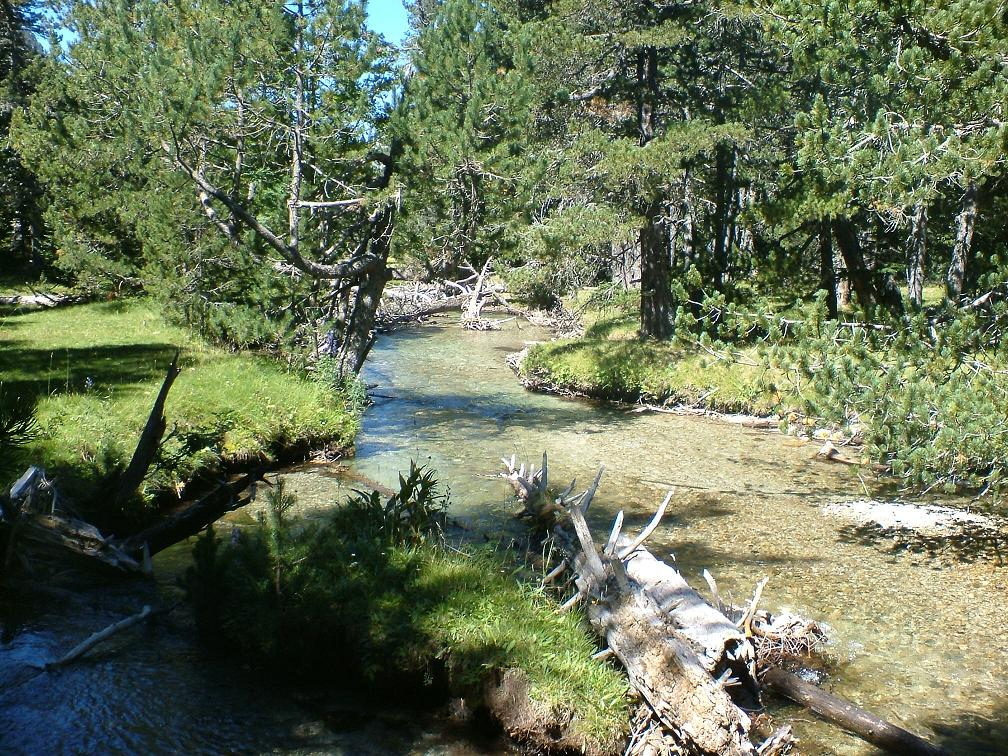